# 巴舍溪
巴舍溪（英語：Basher Kill）是流經美國纽约州奥蘭治縣和沙利文縣不沉河的一條支流。
巴舍溪最早是以当地美洲原住民妇女巴舍（Bashee）的名字命名。
巴舍溪流经巴舍溪野生動物管理區，这是一个由紐約州環境保護部(NYSDEC) 作为纽约州野生动物管理区维护的人造湿地。  紐約州環境保護部在20世纪 70年代沿水道修建了一座水坝，以保护巴舍溪及其流域內野生动物。